# تبادل الطبيعة
يعرف تبادل الطبيعة على أنه بيئة تعلم متخصصة تشجع الأفراد على استكشاف الطبيعة وملاحظة العالم حولهم والسيطرة عليه ودراسته بنشاط. .كما تعتبر معرضًا جاهزًا يستخدم حاليًا كمؤسسات تقوم على الطبيعة حول أمريكا الشمالية. كما يعتبر تبادل الطبيعة الذي وضعه مركز تعليم العلوم وشركة ألدريش بيرز أوسيسيت منتدى تفاعليًا يقوم زواره بمقايضة أشياء طبيعية تم جمعها بطريقة أخلاقية وكذلك معلومات عن هذه الأشياء لمعرفة الطبيعة والانغماس بها. ويحصل الزائرون على نقاط على أساس معايير مثل جودة وندرة الأشياء التي معهم ومعرفتهم بها. وتستخدم مراكز العلوم ومراكز الطبيعة وحدائق الحيوان تبادل الطبيعة لزيادة الوعي بالقضايا الأساسية بالطبيعة وتغير المواقف والسلوك من خلال التفاعل الشخصي.

## المواقع
- تشاتاهوتشي ناتشر سينتر، روزويل، جورجيا [3]
- بي سي ويلد بارك، كاملوبس، كولومبيا البريطانية [4]
- لاس فيغاس سبرينغز بريزيرف، نيفادا [5]
- زومازيوم، وودلاند بارك زو – سياتل، واشنطون [6]
- حديقة حيوان تولسا، تولسا، أوكلاهوما [7]
- متحف أطفال كيدسباس، باسادينا، كاليفورنيا [8]
- إكسبوراشن بلاس – برنس جورج، كولومبيا البريطانية [9]
- لاسيرت تشلدرينز زوو، حديقة حيوان دالاس، دالاس، تكساس[10]
- ساينس نورث، سدبري، أونتاريو [11]

## وصلات خارجية
- Science North
- AldrichPears Associates
- The Nature Exchange